# Partito della Nazione Corsa
Il Partito della Nazione Corsa (in corso: Partitu di a Nazione Corsa; in francese: Parti de la Nation corse - PNC) è un partito politico francese operativo in Corsica, fondato nel 2002 dalla fusione tra due distinte formazioni:
- l'Unione del Popolo Corso (Unione di u Populu Corsu), fondato nel 1977;
- Nova a Mossa Naziunale.

Costituitosi a Corte il 24 luglio 2002, il suo congresso fondativo si è tenuto a Furiani il 7 dicembre successivo.
Rivendica l'autonomia della Corsica all'interno dello Stato francese, rinnegano ogni forma di violenza politica. Aderisce all'Alleanza Libera Europea. È rappresentato al Parlamento europeo da un deputato, François Alfonsi, eletto nel 2009 e nel 2019 nelle liste di Europa Ecologia (in rappresentanza della formazione Régions et Peuples Solidaires).
Il suo segretario nazionale è Jean-Christophe Angelini.

## Storia

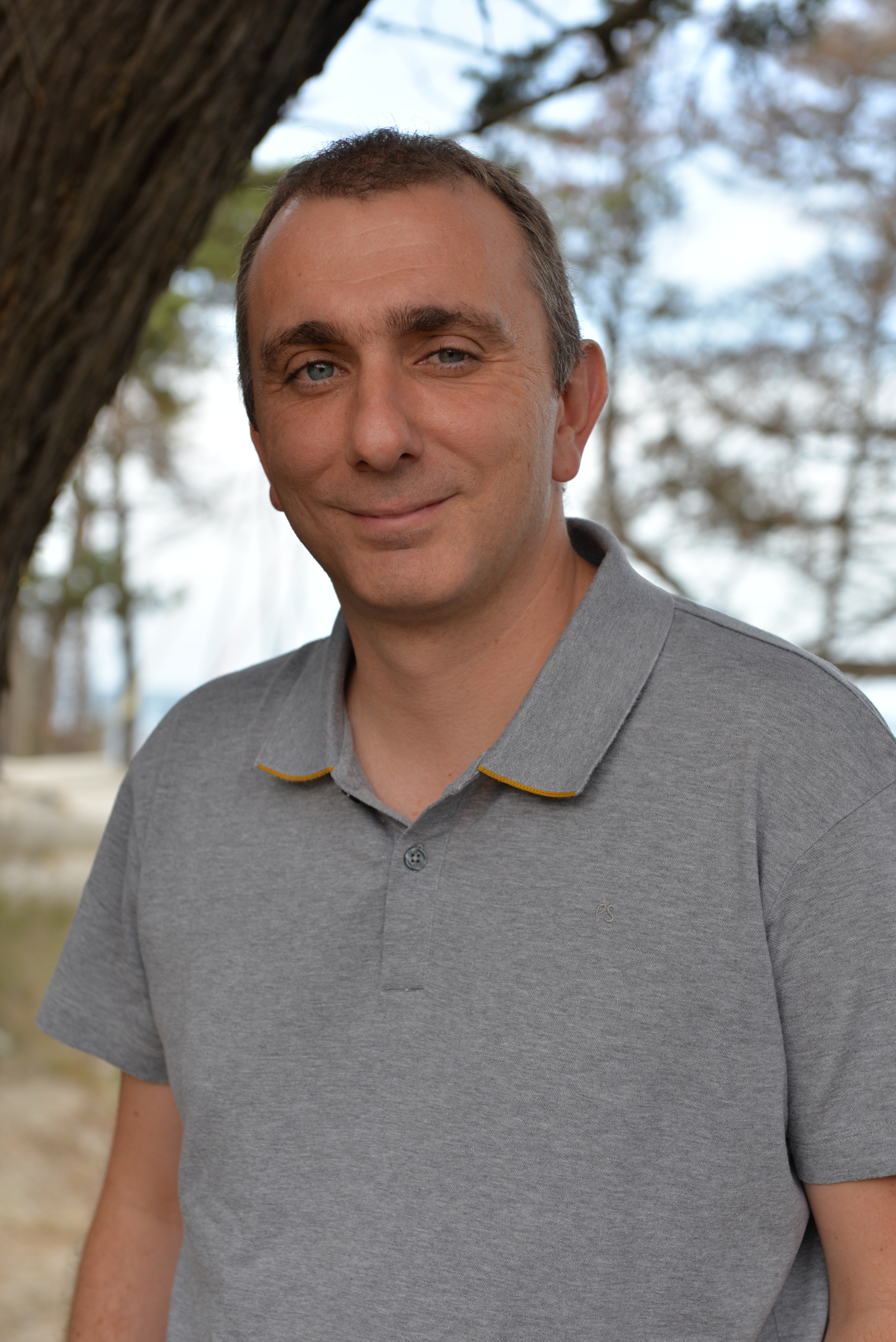
Jean-Christophe Angelini, segretario nazionale.

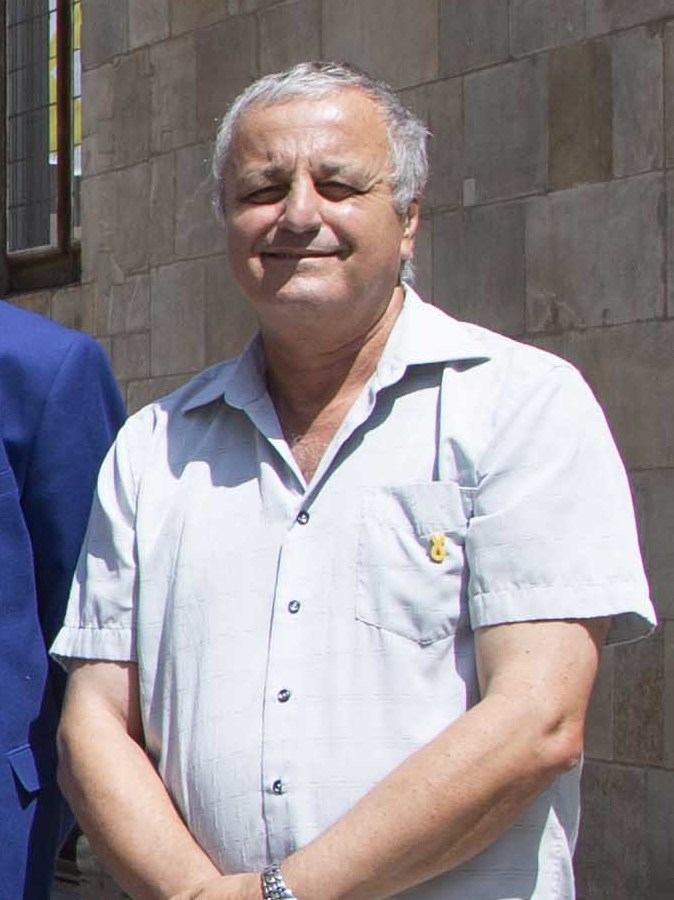
François Alfonsi, eurodeputato.

A differenza di Corsica Libera, il PNC conduce una campagna per maggiori margini di autonomia e non per l'indipendenza. Esso ha rifiutato risolutamente la violenza politica praticata dal FLNC, configurandosi come la formazione più strutturata della Corsica fra i movimenti nazionalisti moderati, tra cui si trovano pure A Chjami e Insieme per a Corsica.
Il PNC pubblica la rivista settimanale Arritti (Dritto, nel senso di costruito contro le avversità). L'editrice è Fabiana Giovannini aiutata da François Alfonsi e Max Simeoni (ex eurodeputato). La rivista è stata fondata nel 1966, è la più antica dell'isola e ha sede a Bastia.
Il PNC, un membro della federazione dei popoli e regioni, ha invitato a votare per la candidata ecologista Dominique Voynet nel primo turno delle elezioni presidenziali del 2007. Già nel 2002 l'UPC ha esortato a votare per i Verdi.
Per le elezioni europee del 2009 il PNC ha rinnovato il suo accordo con i Verdi e François Alfonsi era in seconda posizione nella lista ecologista, guidata da Michele Rivasi, nella circoscrizione Sud-Est, che gli permette di essere eletto al Parlamento europeo. Il PNC fa parte dell'Alleanza Libera Europea (ALE). I membri ALE sostengono il diritto di autodeterminazione dei popoli e il rispetto dei principi della democrazia parlamentare e dei diritti umani.
Dopo le elezioni cantonali e comunali del 2008 il PNC, in alleanza con Chjami, elegge un consigliere provinciale, Paul Joseph Caitucoli, e oltre un centinaio di consiglieri comunali tra cui una dozzina di sin

## Risultati elettorali

### Elezioni europee
| Anno | Voti    | Seggi  |
| ---- | ------- | ------ |
| 2004 | 221 332 | 1 / 78 |
| 2009 | [ 2 ]   | 0 / 78 |
| 2014 | 24 920  | 0 / 74 |
| 2019 | 24 920  | 1 / 79 |

### Elezioni regionali
| Anno | Voti   | Seggi                                                     |
| ---- | ------ | --------------------------------------------------------- |
| 2004 | 16 772 | 11 / 51                                                   |
| 2010 | 24 057 | 11 / 51                                                   |
| 2015 | 52 839 | 24 / 51                                                   |
| 2017 | 54 211 | 41 / 6310 seggi all'interno della coalizione Pè a Corsica |